# NGC 662
NGC 662 في الفهرس العام الجديد، هي مجرة، تقع في كوكبة المرأة المسلسلة. اكتشفت في 22 نوفمبر 1884 بواسطة إدوارد ستيفان.

## روابط خارجية
- NGC 662 على موقع ويكي سكاي: DSS2, SDSS, GALEX, IRAS, Hydrogen α, X-Ray, Astrophoto, Sky Map, Articles and images